# Russisk avantgarde
|  | Denne artikel er oprettet af botten PalnaBot ud fra en ekstern database. Den kan derfor have sproglige fejl eller mangler. Denne skabelon kan fjernes efter kontrol af indholdet. |

Russisk avantgarde er en dokumentarfilm fra 1999 instrueret af Alexander Krivonos efter manuskript af Felix Lazarev.

## Handling
»Russisk Avantgarde« skildrer en turbulent epoke i nyere russisk historie igennem en gruppe personligheder på den russiske kunstscene i begyndelsen af århundredet: Malevitj, Filonov, Tatlin samt ideolog og kommissær Nikolaj Punin. Det er en dramatisk historie om en gruppe radikale kunstnere, der dedikerede deres liv til revolutionen, men som senere blev forrådt af det kommunistiske styre. Først med Perestrojka er museernes kældre blevet åbnet, og de originale værker blevet tilgængelige.